# Justin Chapman
Justin Douglas Chapman (Altadena, 21 settembre 1985) è un attore, giornalista e politico statunitense.

## Carriera
Esordisce all'età di 9 anni in un episodio della serie TV statunitense  Weird Science. Nel 1995 interpreta il ruolo per cui diventerà famoso, Junior Healy in Piccola peste s'innamora. Un anno dopo è Billy nel film con Arnold Schwarzenegger, Una promessa è una promessa. Dopo questo film, non avrà più parti in produzioni cinematografiche e parteciperà, prevalentemente in piccoli ruoli, a serie televisive. L'ultima sua interpretazione risale al 1999 nel ruolo di Josh Landon in Michael Landon, the Father I Knew.
Si è laureato all'Università della California. Dal 2005 è giornalista professionista e attualmente lavora all'Università della Southern California.

## Filmografia
- Piccola peste s'innamora - film TV (1995)
- Una promessa è una promessa (1996)
- Michael Landon, the Father I Knew - film TV (1999)

### Televisione
- Weird Science - serie TV, 1 episodio (1994)
- The Jeff Foxworthy Show - serie TV, 1 episodio (1995)
- Perversions of Science - serie TV, 1 episodio (1997)
- Walker Texas Ranger - serie TV, 2 episodi (1997)
- 8 sotto un tetto - serie TV, 1 episodio (1997)